# Çandarlı Kara Halil Hayreddin Pacha
Pour les articles homonymes, voir Çandarlı.
Çandarlı Kara Hayreddin Halil Pacha (turc : Çandarlı Kara Halil Hayreddin Paşa, prononcer Chandarli, Tchandarli ou Tchanderli) a été le grand vizir sous le règne de Mourad Ier. 

## Biographie
Il est le premier membre de l'illustre famille Çandarlı à avoir ces hautes fonctions. Sa famille a grandement contribué à la naissance de l'Empire ottoman entre 1360-1450. En effet, c’est l'alliance des Osmanli et les Çandarlı qui a donné naissance à l’empire Ottoman.
Il s'est élevé au rang de Grand Vizir de la position du juge militaire en chef (قاضسکر kazasker) en septembre 1364 et il a occupé cette place après le début du sultanat jusqu'à sa mort le 22 janvier 1387. En tant que tel, il est devenu le grand vizir, où il avait tous les pouvoirs de l'administration civile et militaire. Il a aussi été tenu pour être l'initiateur du Devchirmé, système de recrutement dans l'Empire ottoman. 
Çandarlı Kara Halil Pacha ne doit pas être confondu avec son petit-fils, Çandarlı Halil Hayreddin Pacha, grand vizir sous le règne de Mourad II, et pendant les premières années de Mehmed II.